# Скалярия Леопольда
Скалярия Леопольда (лат. Pterophyllum leopoldi) — вид рыб из рода Скалярии семейства цихловых (Cichlidae).

## Этимология названия
Название дано в честь бельгийского короля Леопольда III, который увлекался зоологией.

## Систематика
До ревизии рода, проведённой Свеном Кулландером виды P. leopoldi и P. dumerilii признавались одним видом, при этом последнее название считалось валидным.

## Ареал
Встречается исключительно в центральном бассейне Амазонки (среднем течении Амазонки, от Манакапуру до Сантарена, Бразилия, а также в реке Рупунуни, притоке реки Эссекибо, Гайана) и в низовьях реки Рио-Негро. Типовой экземпляр выловлен в реке Амазонка, в 90 км вверх по течению от Манакапуру. Предпочитает биотопы с мутной медленно текущей водой.

## Описание
Данный вид является наиболее мелким среди всех трёх видов рода. Обладает 27—29 чешуйками в боковой линии. Характерным отличительным признаком вида является наличие большого черного пятна под спинным плавником. Спинной, анальный и брюшные плавники сильно удлиненные. Хвостовой плавник треугольный с тонкими острыми верхним и нижним лучами. От других видов рода Скалярии отличается прямым предспинным контуром, широким затылком, и особенностями рисунка (наличие чёрного пятна под спинным плавником, в области которого заканчивается четвёртая вертикальная чёрная полоска). Спинной и анальный плавники никогда полностью не расправлены, в отличие у других видов скалярий, находятся под углом 66—80° к телу самой рыбы.

## Биология
Половая зрелость наступает с 10—12 месяцев. Пары образуется из подростковой стаи. Нерест открытый. Самки откладывают икру (350—600 икринок) на широкие листья подводных растений или субстрат.

## Содержание
Аквариум объемом от 150 литров, высотой от 40 см, обладающий зонами, засаженными густой растительностью. Температура воды + 29°—30 °С, кислотность воды — 6,3—7,0. Не рекомендуется допускать снижение температуры воды ниже +26 °С, это может пагубно сказаться на репродуктивной системе.

### Кормление
В качестве корма используется коретра и мотыль, не желательно давать трубочника. Два раза в неделю необходимо подкармливать сухим кормом растительного происхождения.